# Интервенция НАТО в Албанию

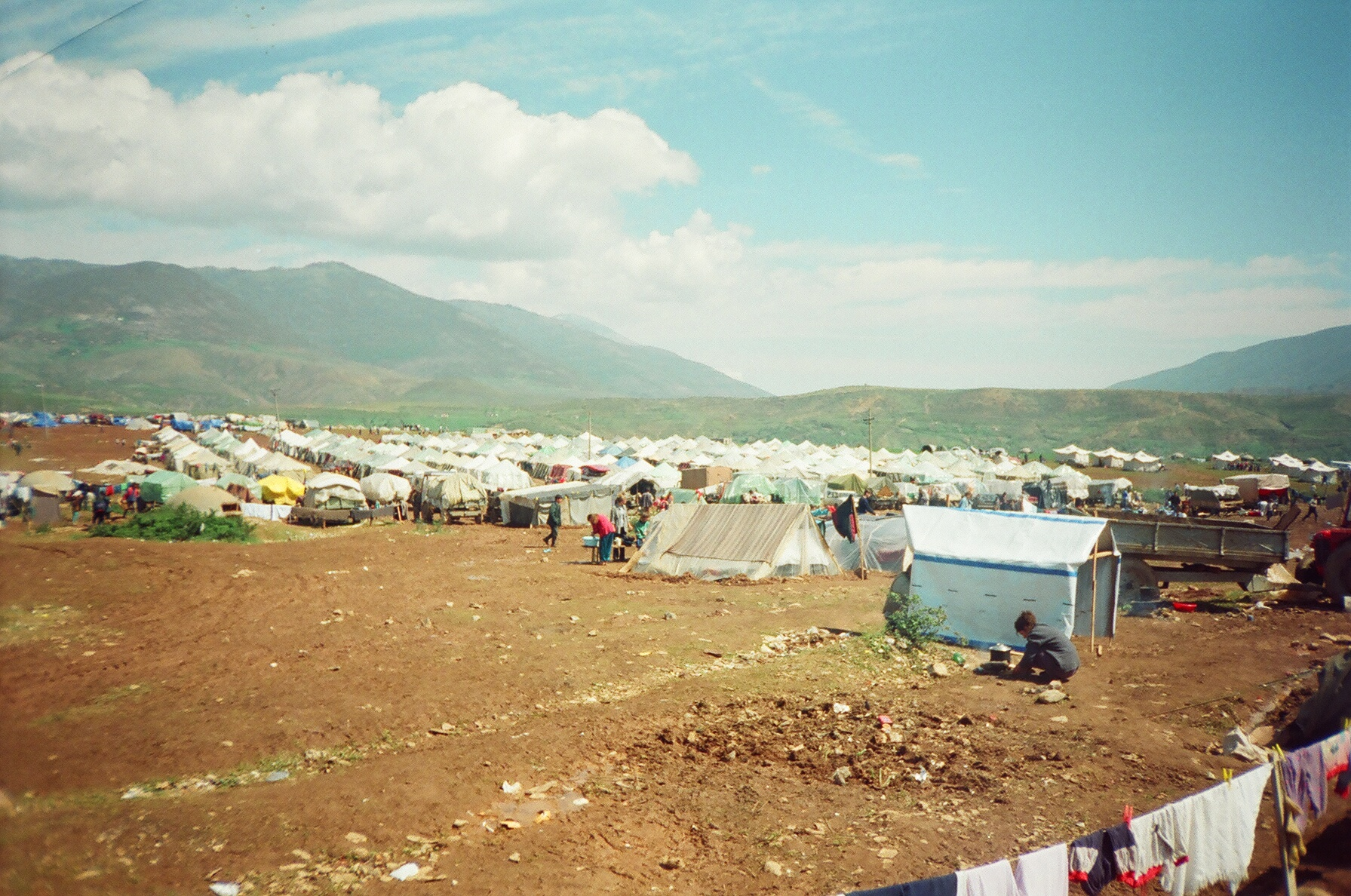
Палаточный лагерь беженцев в Албании

Интервенция НАТО в Албанию (в документах НАТО — операция «Союзная гавань», англ. Allied Harbour) — гуманитарная операция НАТО по оказанию помощи косовским беженцам в Албании во время Косовской войны в 1999 году.

## Предпосылки
С 1998 года в Косово шла война между албанскими повстанцами и сербской армией, сопровождавшаяся этническими чистками албанского населения. 24 марта 1999 года НАТО начало военную операцию против Югославии «Союзная сила», направленную на прекращение насилия в Косово. Однако это не привело к окончанию этнических чисток. Наоборот, по данным организации Хьюман Райтс Вотч, в день начала бомбардировок 24 марта сербские силы начали массовые зачистки городов, таких как Печ и позднее Приштина. 24-26 марта были предприняты операции по установлению контроля над границей с Албанией, сопровождавшиеся массовым переселением и убийствами мирных жителей. Так, 24-25 марта около 60 мирных жителей были убиты в Бела-Цркве, 25-26 марта около 100 мирных жителей убито в Велика-Круше, 26 марта 48 мирных жителей убиты в Сува-Реке, 28 марта около 90 мирных жителей убиты в Избице. 
Причинами активизации этнических чисток являлись: неспособность сербской армии противостоять воздушной мощи НАТО и «вымещение злости» за это на мирных албанцах, попытка дестабилизировать ситуацию в соседних странах (Албания, Македония). Это привело к усилению потока албанских беженцев. В период с 24 марта по 3 апреля в Албанию прибыли 170 000 беженцев. На июнь 1999 года количество беженцев в Албании достигло 444 тысяч.

## Проведение
В ответ на гуманитарный кризис НАТО приняло решение отправить в Албанию войска для оказания помощи правительству страны и Управлению Верховного комиссара ООН по делам беженцев по урегулированию ситуации. К этому времени США уже проводили свою собственную гуманитарную операцию «Сияющая надежда» по оказанию помощи беженцам в Албании и Македонии. Штаб-квартира НАТО начала планирование операции 5 апреля 1999 года. 16 апреля верховный командующий НАТО в Европе отдал приказ о начале операции. 8-тысячной группировкой войск, задействованных в операции «Союзная гавань», командовал британский генерал-лейтенант Джон Рейт.

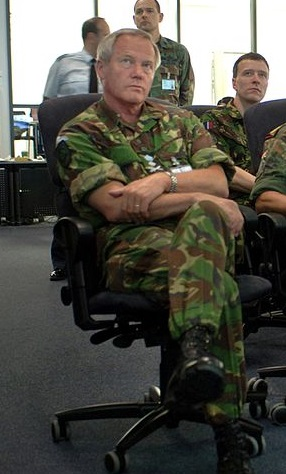
Британский генерал Джон Рейт, командовавший операцией «Союзная гавань»

На 10 мая 1999 года в операции участвовали 25 стран:
- Албания
- Австрия
- Бельгия
- Великобритания
- Венгрия
- Германия
- Греция
- Дания
- Испания
- Италия
- Канада
- Литва
- Люксембург
- Нидерланды
- Норвегия
- ОАЭ
- Польша
- Португалия
- Румыния
- Словакия
- Словения
- США
- Турция
- Франция
- Чехия

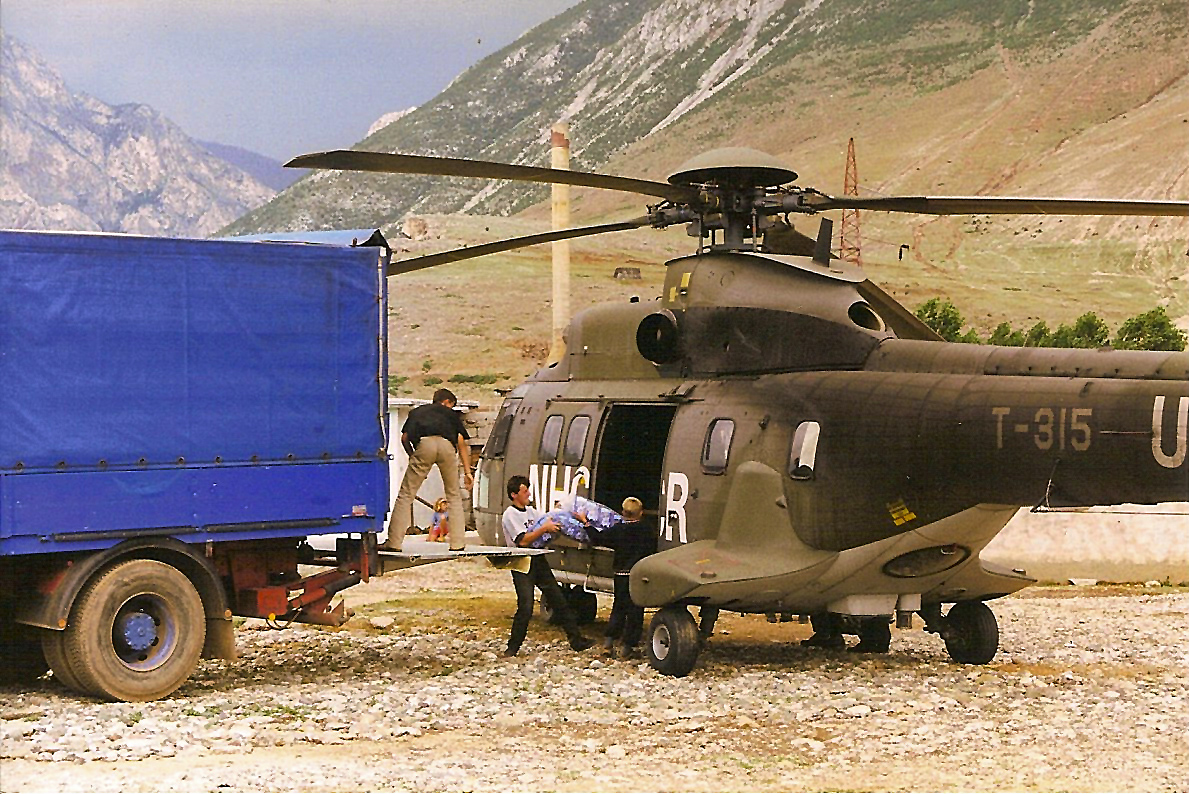
Вертолёт ВВС Швейцарии, участвующий в гуманитарной операции в Косово, лето 1999 года

Воинский контингент НАТО в Албании носил обозначение AFOR (Albania Force). Участвующие силы были разделены на группировки, возглавляемые отдельными странами:
- Группировка «Север» (под командованием Италии)
- Группировка «Юг» (под командованием Франции)
- Группировка «Ромео» (под командованием Бельгии и Нидерландов)
- Группировка «Виски» (под командованием Испании)
- Группировка «Сияющая надежда» (США)

Международный контингент занимался строительством лагерей для беженцев, распределением гуманитарной помощи, ремонтом дорог, а в дальнейшем содействовал репатриации беженцев.
В июне 1999 года боевые действия в Косово были прекращены и сербская армия покинула край. С 15 июня строительство лагерей в Албании прекратилось и усилия были направлены на репатриацию беженцев в Косово. Операция «Союзная гавань» завершилась 1 сентября 1999 года.

## Результаты
К концу августа в Албании оставалось менее 7000 беженцев. За 5 месяцев в Албанию было доставлено 14 000 тонн различных грузов. Всего в ходе операции был построен 21 лагерь для беженцев, рассчитанный на 129 050 человек. Было отремонтировано 189 км дорог. Присутствие войск НАТО в Албании помешало сербскому президенту Слободану Милошевичу дестабилизировать ситуацию в этой стране и сыграло ключевую роль в снабжении беженцев. Албания не только не была дестабилизирована, а испытала экономический бум благодаря наплыву гуманитарных организаций и СМИ.

## Жертвы
18 апреля в дорожно-транспортном происшествии погибли три сотрудника гуманитарной организации Refugees International.